# Artabotrys macropodus
Artabotrys macropodus este o specie de plante angiosperme din genul Artabotrys, familia Annonaceae, descrisă de Ian Mark Turner. Conform Catalogue of Life specia Artabotrys macropodus nu are subspecii cunoscute.